# Коннектикут Байсентенниалс
«Коннектикут Байсентенниалс» (англ. Connecticut Bicentennials) — прекративший существование американский футбольный клуб из Хартфорда (штат Коннектикут), основанный в 1975 году. Команда отыграла 3 сезона в Североамериканской футбольной лиге (САФЛ).

## История
Клуб «Хартфорд Байсентенниалс» был основан перед расширением САФЛ в 1975 году. Название было выбрано в связи с предстоящим двухсотлетием США. В дебютном сезоне команда одержала в 22 матчах 6 побед, остальные 16 проиграла и заняла последнее место в Северном дивизионе. Лучшим бомбардиром «Байсентенниалс» стал югослав Эмир Травлянин, забивший 4 мяча. Сезон-1976 стал более успешным: из 24 игр команда выиграла 12, а лучшим бомбардиром клуба стал Джон Койн с 9 мячами.
Перед сезоном 1977 года команда переехала из Хартфорда в Нью-Хейвен и стала называться «Коннектикут Байсентенниалс». Лучшим бомбардиром команды стал Ядо Хасанбегович, забивший 4 мяча и сделавший 2 результативные передачи. Клуб вновь занял последнее место в дивизионе. По окончании сезона команда переехала в Окленд и получила название «Окленд Стомперс».